# Parti communiste internationaliste (lambertiste)
Pour les articles homonymes, voir PCI et Parti communiste internationaliste.
Le Parti communiste internationaliste lambertiste (PCI lambertiste) est un des partis qui a représenté en France le courant trotskiste. Il est dit « lambertiste » du nom de son dirigeant historique Pierre Lambert et a changé plusieurs fois de nom dans l'histoire, s'étant appelé aussi Organisation communiste internationaliste (OCI) et Mouvement pour un parti des travailleurs (MPPT).

## Histoire
Parti communiste internationaliste (PCI) a été le nom de la section française de la Quatrième Internationale, de 1944 à 1952-1953. Le PCI s'est ensuite fractionné en différentes autres organisations trotskistes dont certaines ont continué à utiliser séparément son nom.
Au cours de l'été 1952, une scission a donné naissance à deux branches.
- Le « PCI minoritaire » de Pierre Frank, appelé ainsi car seule une minorité de ses militants en France menée par ce dernier a approuvé la décision prise à l'international de pratiquer une tactique « entriste » dans les partis communistes de chaque pays, afin de peser dans leurs discussions internes et créer des liens avec leurs adhérents[1].
- La majorité du PCI, qui garde son nom bien que s'en étant séparé, derrière  Pierre Boussel dit Lambert, les deux groupes rivaux ayant alors quasiment le même sigle.

Des liens se créent ensuite entre le groupe majoritaire et le député communiste André Marty, secrétaire de l'Internationale communiste de 1935 à 1943 exclu du PCF en 1952 (laquelle préfigure d'autres mises à l'écart de leaders communistes de la Résistance française, comme celles, la même année, de Charles Tillon,  fondateur et commandant en chef des Francs-tireurs et partisans et Georges Guingouin, chef des maquis du Limousin, puis celles en 1954 des deux leaders de la résistance dans le Nord-Pas-de-Calais, Auguste Lecoeur et René Camphin, un troisième, Roger Pannequin ayant été blâmé dès 1951 lors de l'Affaire de Grenay.
- Le PCI lambertiste est dissout par le gouvernement le 12 juin 1968 et se reforme rapidement sous son ancien nom d'Organisation communiste internationaliste (OCI)
- En décembre 1981, l'OCI reprend le nom de Parti communiste internationaliste[3], au moment de l'exclusion des partisans de Nahuel Moreno, qui rejettent la ligne de soutien critique à la social-démocratie prônée alors par Lambert un peu avant l'élection de François Mitterrand à la présidence de la République.
- Au printemps 1982, le premier secrétaire du PS Lionel Jospin, membre secret du PCI, rompt avec celui-ci après avoir refusé de contester le tournant de la rigueur choisie par le gouvernement d'alors à la demande de Pierre Lambert et de convoquer un congrès extraordinaire du PS pour contester cette ligne[4].
- En 1983, le PCI décide en accord avec André Bergeron de demander à ses militants présents dans la FEN rejoindre la FNEC Force ouvrière.
- En 1984, l'orientation « ligne de la démocratie » est contestée, ce qui conduit au départ de Stéphane Just et prépare la transformation du PCI en MPPT.
- Le PCI donne naissance en 1985 au Mouvement pour un parti des travailleurs (MPPT)